# A. R. Penck
Ralf Winkler, cunoscut sub numele de A. R. Penck, (n. 5 octombrie 1939, Dresda, Germania Nazistă – d. 2 mai 2017, Zürich, cantonul Zürich, Elveția) a fost un pictor, sculptor, artist grafic și baterist german.

## Biografie
A studiat cu un grup de pictori neo-expresioniști. Sub regimul comunist, a fost urmărit de poliția secretă pentru că a fost considerat disident. La sfârșitul anilor '70 a participat la mai multe prezentări de artă din Berlinul de Vest și a pionierat primele lucrări de liberă exprimare în Berlinul de Est.
În special, activitatea desfășurată de Penck au fost cele mai expuse în galerii de artă și unele muzee din Occident de la începutul anilor 1980. Printre cele mai importante arta sa vizuală a expus la zeitgeist lansat la Muzeul Martin Gropius Bau și în expoziția de artă modernă din Tate Britain în 1983.
În anii 1980 aptitudinea cu pictura pictografică și cu arta lui totemică caracteristică și utilizarea formelor primitive pentru schița formelor umane. Deci a lucrat în mai multe prezentări internaționale de artă, în principal în New York și Londra.
Sculpturi Penck, deși mai puțin familiare, evoca același primitiv picturi și desene lor și utilizează materiale comune, cum ar fi lemnul, sticle, cutii de carton, cutii, banda de ambalare, staniol și fire de aluminiu și articole de pastă, toate pictate montate cu simplitate și spontaneitate.
În ciuda mic detaliu estetic, calitatea aspră și simplitatea construcției sale, au aceleași forme antropomorfe simbolice, cum ar fi picturile sale plate simbolice. Picturile sale sunt eventual influențate de activitatea lui Paul Klee și se amestecă câmpia scrierii egiptene sau Mayan cu cruditatea din ultimele picturi negre, cum ar fi Jackson Pollock. Sculpturile adesea amintesc de capetele de piatră ale insulei Paștelui și alte manifestări ale artei polineziene.
AR Penck, de asemenea, a fost un baterist și percuționist, și a fost un membru al grupului de rock „călătorie Touch Triple„au profitat de fiecare ocazie el a trebuit să se joace cu unii dintre cei mai buni muzicieni de jazz din sfârșitul anilor 1980, inclusiv Butch Morris, organizând evenimente muzicale și expoziții de artă în conacul său din Heimbach în 1990, în colaborare cu Lee Lennie, Ana Homler și picturile lui Christine Kuhn.
A.R. Penck a lucrat în Berlin, Düsseldorf, Dublin și New York.

## Legături externe
- A. R. Penck, Artnet (în limba engleză)
- A. R. Penck în Encyclopaedia Britannica (în limba engleză)